# Храм Смоленской иконы Божией Матери (Тула)
Храм Смоленской иконы Божией Матери — православный храм в Туле.

## История
Храм расположен на городском Смоленском кладбище. Ранее в здании храма размещалось помещение для панихид, которое никогда не использовалось по назначению. В 1991 году здание было выкуплено у Городского коммунального хозяйства Тулы и передано общине Успенского собора. Весной того же года в оборудованном храме прошло первое богослужение.
В 1992 году настоятелем храма стал Лев Махно. За короткое время в храм провели отопление и электроэнергию, устроили алтарь, ризницу, хоры для певчих, иконостас и престол, на крыше установили одну главу с крестом. 10 августа 1993 года на праздник Смоленской иконы Божией Матери храм был освящен.
В 2007—2008 годах храм был перестроен и приобрел новый, более современный вид.